# محافظة الخبر
محافظة الخبر، هي إحدى محافظات المنطقة الشرقية في السعودية، وعاصمتها الإدارية مدينة الخبر، محافظة الخبر من الفئة أ.

## السكان
بلغ عدد سكان محافظة الخبر (685,550) نسمة حسب تعداد السعودية 2022، عدد السعوديين (209,732) نسمة، وعدد غير السعوديين (448,818) نسمة.